# 三頭沼
三頭沼（さんとうぬま）は、秋田県能代市にある湖。五月雨沼や長崎沼とも呼ばれる。浅内沼や出戸沼と同じく、もとは海岸線であったものが、その前線に砂丘が形成されて取り残されたものである。
この沼の西には臥竜山（がりゅうざん、37 m）があり、同山の山頂には貯水施設があったが現在では使用されていない。

## 歴史
菅江真澄は、1806年（文化3年）に能代南部の長崎にて三頭沼を見て絵と記録を残している。

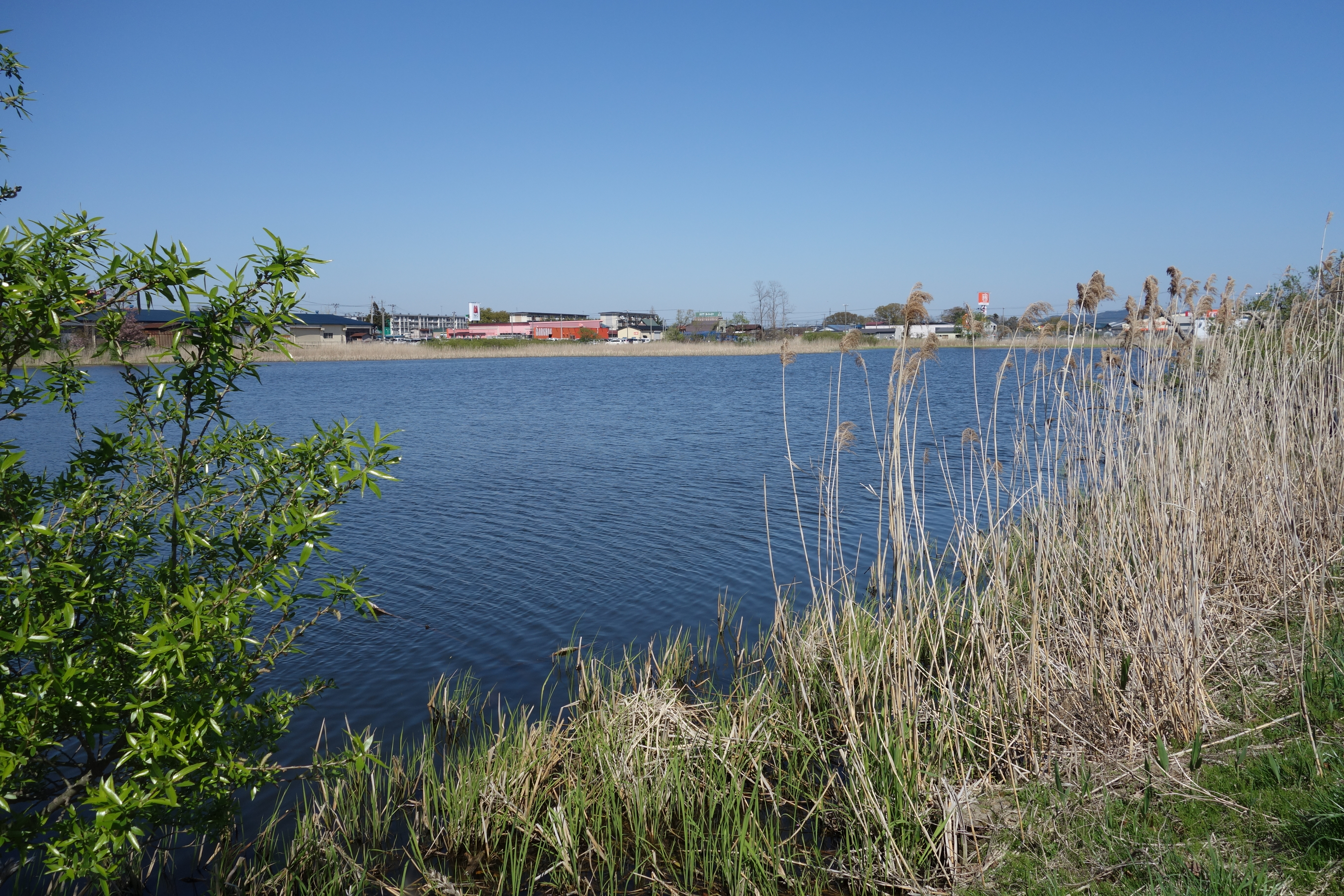
南から見た三頭沼

絵図（[https://dl.ndl.go.jp/info:ndljp/pid/2533432/18 該当ページ]）は臥竜山からの鳥瞰図になっており、臥竜山の山頂には6人の人物が描かれている。五月雨沼南部は田になっていて、東部には大きな木が生えている様子が描かれている。五月雨明神の祠は沼に半島として突き出した部分にあり、この祠も単独でまた別の絵図（[https://dl.ndl.go.jp/info:ndljp/pid/2533432/19 該当ページ]）になっている。本文には臥竜山は砂山でハマナスが咲き誇っている様子が記されている。
現在は周辺が住宅地になっていて、小島のように突き出ていた五月雨大明神（竜神様）は陸地に囲まれ、北部だけが沼に面している。
佐竹義和の巡行の記録では、この沼が鹿渡周辺にあると誤って記されている。「鹿渡村付近に五月雨沼という沼がある。この沼の神は神龍で、片目であった由縁で、この沼に住む魚もみな片目であると伝えられている。この日大きな鮒を7尾見つけたが、7尾全てが片目なのは不思議だ。」と記されている。
「三輪家文書」によれば、1716年（享保元年）に三輪太郎右衛門が久保田回しの材木を請け負い、浅内谷地を通し大川村（三種町、旧八竜町）へ回送したとの記録が残されている。「能代木山方以来覚」によると「浅内沼と八郎潟の間堀切に成功し、加えて長崎沼と大川（坊ヶ崎川、現在の悪土川）の間に運河を掘らなければならない。特に浅内沼と米代川の間は、赤沼、長崎沼橋下から大川まで1150間（2070 m）の堀切に成功して、首尾良く木材を運送している」と記している。三輪太郎右衛門はさらに借銀して、600石積みの船を作っている。この運河は砂丘地の飛砂の影響をまともに受け、1年に1、2度は砂上げをする必要があった。1875年（明治8年）、小坂鉱山の雇われ技術者であったハーグマイヤーは、輸入したマンスフィールド式製錬機を同鉱山に運搬する際に、船川港で積荷を平底船（50 t）に積み替え、八郎潟を横断して、地峡に沿って能代まで進んだが、「私自身この運搬コースを定めたのだが、能代までに至る八郎潟と沿岸の様子には、実際びっくりさせられた」と述べ、能代港については「以前は良い港であったのだろうが、今日では少し大きめの船ですら岸より数キロ離れた所までしか接岸できなくなっていた」と記している。
三頭沼の東側の小沼（与五郎沼）は埋め立てられ、長崎団地になっている。三頭沼に陸送された木材は、一時土場に積まれ三頭沼橋下から運河を通して大川（悪土川）に出る。この大川は現在赤沼球場や公園として埋め立てられた赤沼を源として、河戸川（川戸河）、坊ヶ崎、大内田を通り、橋中の又右衛門橋で米代川と合流している。当時の水路は明らかではないが、現在の坊ヶ崎川の川幅は5 - 6 mで、各支流を集めて堤防も良く整備されている。830年（天長7年）と850年（嘉祥3年）の大地震で地表が隆起し、雄物川と米代川の流路が変わったという学説があり、天長大地震以前の米代川の主流はこの大川ではなかったかという見解もある。三頭沼から赤沼（北緯40度10分13.35秒 東経140度00分51.46秒 / 北緯40.1703750度 東経140.0142944度）までには、河戸川沼（じぎ沼、れんげ沼（北緯40度10分47.3秒 東経140度00分54.7秒 / 北緯40.179806度 東経140.015194度））、ふし沼があったとされるが、それらは埋め立てられている。菅江真澄は河戸川沼のほとりで和歌を詠んでいる。

## 五月雨明神

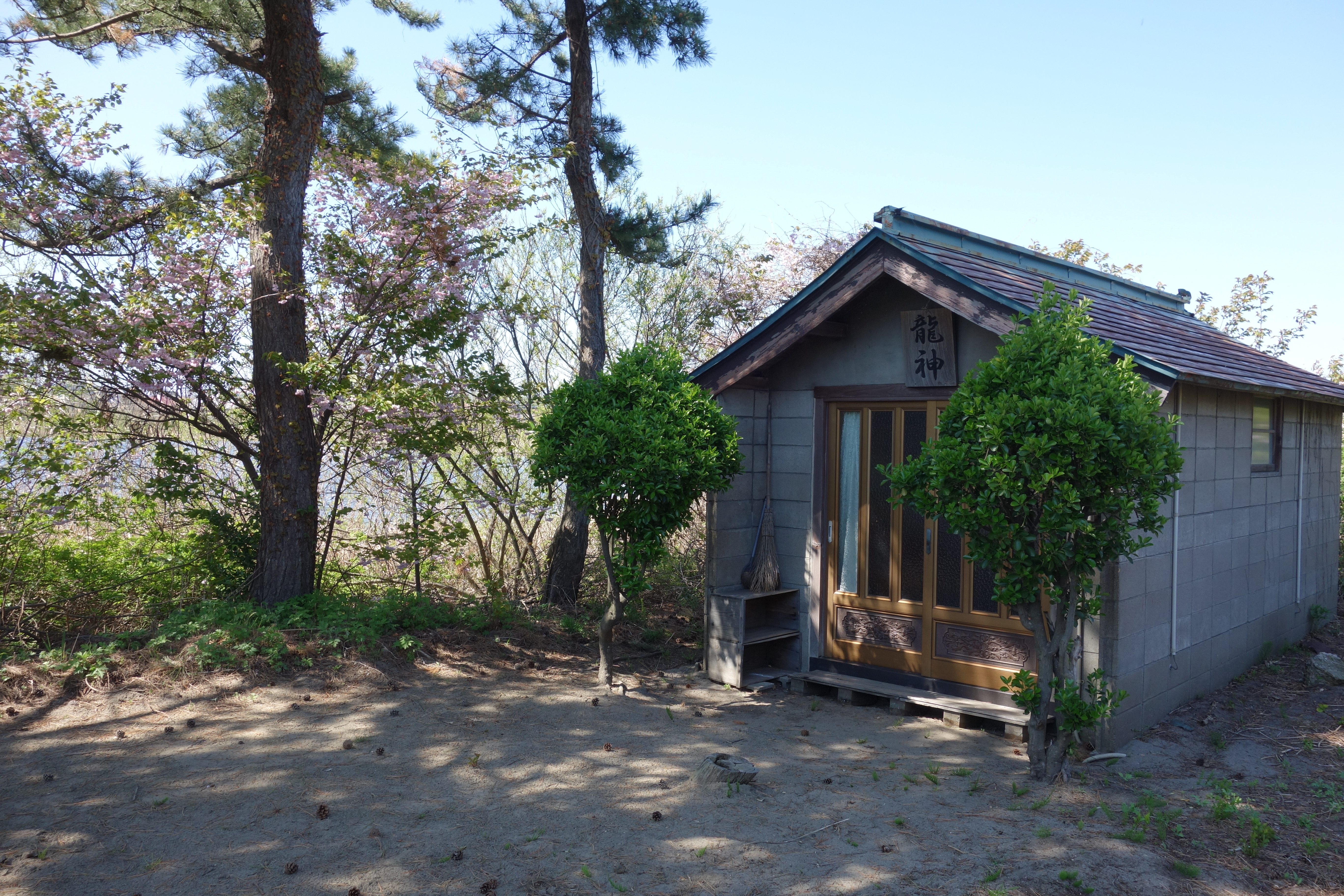
三頭沼 五月雨大明神

長崎龍神社は三頭沼のあたりに祀られる。三頭沼には頭が三つある蛇が住んでいたといい、そこからこの名がつく。菅江真澄は『宇良の笛多幾』のなかで、この神社のことを書いている。

## 植生
砂丘後背地に形成された三頭沼は、現在周辺が市街化され、住宅地に囲まれた状況になっている。沼の岸辺にヨシ、マコモ、ショウブが育生し、スイレンの大きな群落が水面を覆っている。ハスとコウホネの育生も点在して見られる。

## 伝説
この三頭沼を虎子姫稲荷伝説と結びつける情報がある。しかし『秋田民話集 120選』 や『秋田の伝説』 ではこの伝説は柏子所貝塚がある柏子所集落の民話として記載されており、三頭沼との関連は確認出来ない。虎子姫稲荷のそばにある沼は、坂上田村麻呂が能代市大内田付近にあった蝦夷の酋長「覚」の砦を水攻めにするために、三頭の竜に作らせたという伝説が記載されているものの、三頭沼のほとりにある神社は稲荷神社ではない。
武藤鉄城が調査・収集した伝説では五月雨沼には「坂上田村麻呂将軍が三頭竜神を請じて雨乞いをし、敵を討ち鎮めた。」という伝説が残っている。また1914年（大正3年）の『秋田県勢振興論』にも同様の記述がある。また、安藤和風の『秋田の土と人』（1931年）でも五月雨沼は田村麻呂の伝説によって佐竹公が命名された沼としているが、地元の歴史書である『榊史話』では実はそれはこの沼とは違うらしいと記述している。